# Marguerite d'York (1472)
Pour les articles homonymes, voir Marguerite d'York.
Marguerite d'York (10 avril 1472 – 11 décembre 1472) était la quatrième fille du roi Édouard IV d'Angleterre et de son épouse Élisabeth Woodville. 
Elle meurt de causes naturelles à l'âge de 8 mois. Elle est enterrée à l'Abbaye de Westminster.